# Kaspars Gorkšs
Kaspars Gorkšs est un footballeur international letton né le 6 novembre 1981 à Riga.

## Biographie

### En club
Alors que les Queens Park Rangers sont promus en Premier League, Gorkšs quitte le club le 24 août 2011 et s'engage à Reading, club de Championship, pour un montant non révélé. Au moment de la signature, il déclare : « Bien sûr, mon but est de retrouver la Premier League et j'espère aider Reading à atteindre cet objectif. »

## Palmarès
Queens Park Rangers
- Championship
  - Vainqueur : 2011

Reading
- Championship
  - Vainqueur : 2012

### Buts internationaux
| #  | Date             | Lieu                 | Adversaire | Score | Résultat | Compétition                                |
| -- | ---------------- | -------------------- | ---------- | ----- | -------- | ------------------------------------------ |
| 1. | 17 octobre 2007  | Copenhague, Danemark | Danemark   | 1-3   | Défaite  | Qualifications pour l'Euro 2008            |
| 2. | 5 septembre 2009 | Ramat-Gan, Israël    | Israël     | 1-0   | Victoire | Qualifications pour la Coupe du monde 2010 |
| 3. | 7 septembre 2010 | Ta'Qali, Malte       | Malte      | 2-0   | Victoire | Eliminatoires Euro 2012                    |